# Finalíssima Feminina
A Finalíssima Feminina (em inglês: Women's Finalissima) é uma supercopa oficial de futebol feminino disputada pelas seleções campeãs da Copa América Feminina e da Eurocopa Feminina, sendo organizada pela CONMEBOL e UEFA. Organizado como uma partida única quadrienal, a primeira partida foi disputada um ano após o renascimento da competição masculina em 2022 como parte de uma parceria renovada entre a CONMEBOL e a UEFA.

## História
Em 12 de fevereiro de 2020, a UEFA e a CONMEBOL assinaram um memorando de entendimento renovado para reforçar a cooperação entre as duas organizações. Como parte do acordo, um comitê conjunto UEFA-CONMEBOL examinou a possibilidade de sediar jogos intercontinentais europeus-sul-americanos, tanto para o futebol masculino quanto para o feminino e em várias faixas etárias. Em 15 de dezembro de 2021, a UEFA e a CONMEBOL assinaram novamente um memorando de entendimento renovado com duração até 2028, que incluía disposições específicas sobre a abertura de um escritório conjunto, em Londres, e a potencial organização de vários eventos de futebol.
Em 2 de junho de 2022, um dia após a realização da Finalíssima de 2022, a CONMEBOL e a UEFA anunciaram uma série de novos eventos entre as equipes das duas confederações. Isso incluiu uma partida entre os vencedores da Copa América Feminina e os vencedores da Eurocopa Feminina.
A primeira edição aconteceu em 6 de abril de 2023, na Inglaterra, que teve a própria como vencedora. A partida foi entre o Brasil — vencedor da Copa América Feminina de 2022 — e a Inglaterra — vencedora da Eurocopa Feminina de 2022.

## Resultados
| Ano  | Campeão    | Placar      | Vice-campeão | Estádio         | Localização         | Público |
| ---- | ---------- | ----------- | ------------ | --------------- | ------------------- | ------- |
| 2023 | Inglaterra | 1–1 (4–2 p) | Brasil       | Wembley Stadium | Londres, Inglaterra | 83.132  |

### Por país
| Seleção    | Títulos  | Vices    |
| ---------- | -------- | -------- |
| Inglaterra | 1 (2023) | —        |
| Brasil     | —        | 1 (2023) |

### Por confederação
| Confederação | Títulos | Vices |
| ------------ | ------- | ----- |
| UEFA         | 1       | —     |
| CONMEBOL     | —       | 1     |